# Воронович Олександра Петрівна
Олекса́ндра Петрі́вна Вороно́вич, у шлюбі Крамова (нар. 8 (20) липня 1898, с. Куніно, Ярославської області Росії — 15 липня 1985, Москва, похована у Харкові) — російська і українська радянська акторка. Народна артистка УРСР. Народна артистка СРСР (1954). Дружина народного артиста СРСР О. Г. Крамова.

## Життєпис
1918 — Закінчила студію при Московському драматичному театрі О. Суходольської (викладачі І. М. Пєвцов, О. Г. Крамов). Працювала в московських театрах: Незлобіна, Корша та ін.
1933—1962 — акторка Харківського російського драматичного театру ім. О. С. Пушкіна.

## Ролі
- Предслава («Сон князя Святослава» І. Франка)
- Ольга («Доля поета» С. Голованівського)
- Анна Кареніна («Анна Кареніна» за Л. Толстим)
- Катюша Маслова («Воскресіння» за Л. Толстим)
- Ніна («Маскарад» М. Лермонтова)
- Лариса («Безприданниця» О. Островського)
- Туліна («Остання жертва» О. Островського)
- Варя («Вишневий сад» А. Чехова)
- Ірина («Три сестри» А. Чехова)
- Олена Андріївна («Дядя Ваня» А. Чехова)
- Ламбріні Кіріакулі («Острів Афродіти» Парніса)

## Визнання
- 1940 — заслужена артистка Української РСР[1]
- Народна артистка УРСР
- 1954 — Народна артистка СРСР